# Cóc nước sần
Occidozyga lima (tên tiếng Anh: Pointed-tongued Floating Frog) là một loài ếch trong họ Ranidae.
Nó được tìm thấy ở Bangladesh, Campuchia, Trung Quốc, Hồng Kông, Ấn Độ, Indonesia, Lào, Malaysia, Myanmar, Thái Lan, Việt Nam, và có thể cả Nepal.
Các môi trường sống tự nhiên của chúng là đồng cỏ nhiệt đới hoặc cận nhiệt đới vùng ngập nước hoặc lụt theo mùa, sông, đầm nước, hồ nước ngọt có nước theo mùa, đầm nước ngọt, đầm nước ngọt có nước theo mùa, ao, đất có tưới tiêu, đất nông nghiệp có lụt theo mùa, và kênh đào và mương rãnh.

## Hình ảnh

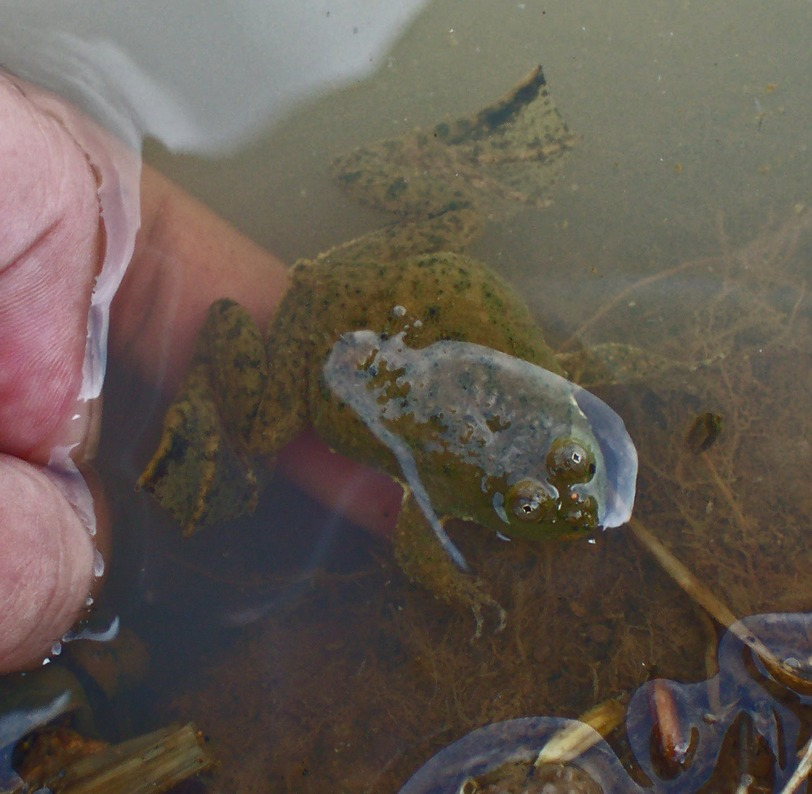
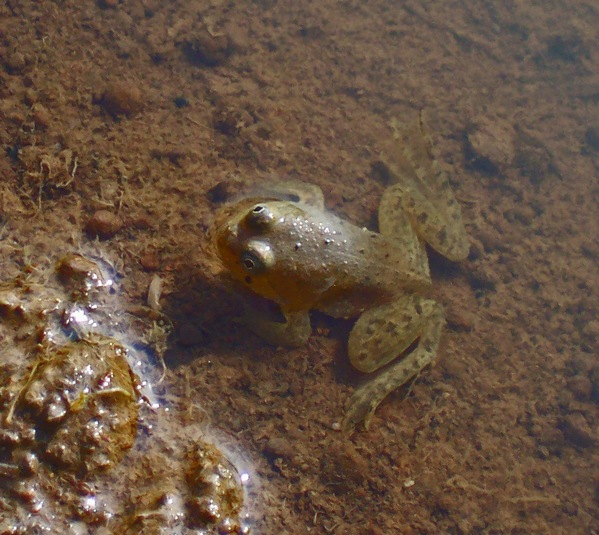
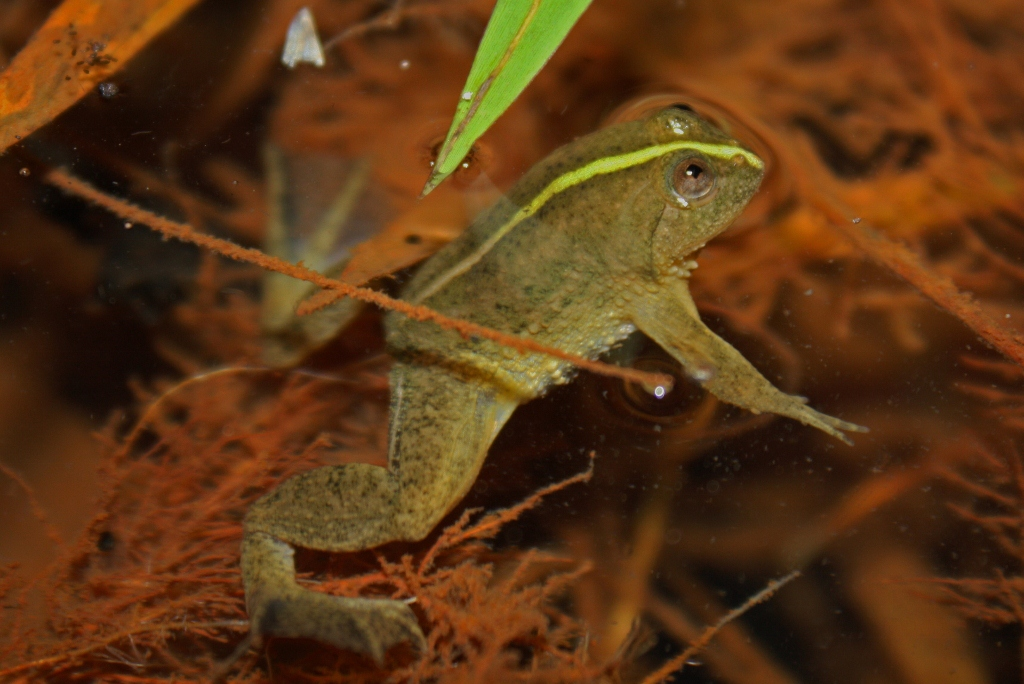
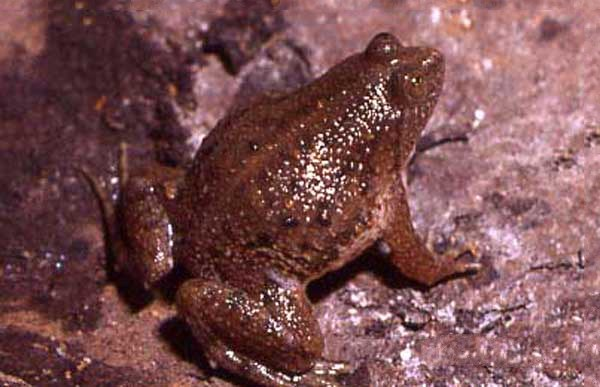